# 가스미가우라시
가스미가우라시(일본어: かすみがうら市)는  일본 이바라키현 남부에 위치하고, 일본에서 두 번째로 넓은 호수인 가스미가우라호와 접한 시이다.
니하리군(新治郡) 가스미가우라정(霞ヶ浦町)과 지요다정(千代田町)이 합병하면서 신설되었다. 시 이름을 히라가나로 함으로써 가고시마현 이치키쿠시키노시와 대등하고 일본에서 가장 문자 수가 많은 시정촌이 되었다.

## 지리
도쿄도에서 60km 권내에 위치한다. 북부에 고이세강이 흐르고 중앙부를 조반선이 관통한다. 남동부로 가스미가우라호와 접한다. 북서부에 쓰쿠바 산지의 낮은 산들이 늘어서 있다. 시역의 일부는 스이고쓰쿠바 국립공원의 일부를 이룬다.

## 역사
- 2005년 3월 28일 - 니하리군 가스미가우라정, 지요다정이 합병해 성립하였다.

## 교통

### 철도
동일본 여객철도의 조반선이 지나긴 하지만 역은 없다. 가장 가까운 역은 쓰치우라시에 있는 간다쓰역이며, 역 구내가 아주 살짝 이 시에 걸친다.

### 도로
- 조반 자동차도
- 국도 제6호선
- 국도 제354호선

## 인구
| 연도 | 인구   | ±%     |
| ---- | ------ | ------ |
| 1920 | 23,483 | —      |
| 1930 | 24,689 | +5.1%  |
| 1940 | 25,842 | +4.7%  |
| 1950 | 32,153 | +24.4% |
| 1960 | 29,976 | −6.8%  |
| 1970 | 30,262 | +1.0%  |
| 1980 | 38,797 | +28.2% |
| 1990 | 43,013 | +10.9% |
| 2000 | 45,229 | +5.2%  |
| 2010 | 43,553 | −3.7%  |
| 2020 | 40,087 | −8.0%  |

|                                                    | |
| 가스미가우라시의 전국의 연령별 인구 분포（2005년） | 가스미가우라시의 연령·남녀별 인구 분포（2005년）                                                                          |
| ■자주색 ― 가스미가우라시 ■녹색 ― 일본전국          | ■파랑색 ― 남자 ■빨간색 ― 여자                                                                                             |
| · 가스미가우라시（에 해당되는 지역）의 인구추이    | |
| 일본 총무성 통계국 국세조사 결과                   | |
|                                                    | 이 그래프는 더 이상 지원되지 않는 레거시 그래프 확장 기능을 사용하고 있습니다. 새로운 차트 확장 기능으로 변환해야 합니다. |